# 田中乃絵
田中 乃絵（たなか のえ、1995年6月24日 - ）は、日本のラジオDJ。兵庫県出身。愛称は「のえちゃん」「のえぴす」。

## 来歴
小学生の頃からアナウンサーに憧れており、放送部が有名な中高一貫校に入学した。放送部ではラジオ番組制作の面白さに魅了され、朗読大会で不本意な成績に終わった時に音楽に励まされたことがきっかけで、ラジオDJを目指すようになった。
関西大学政策創造学部2回生だった2015年にFM802DJオーディションに挑戦するも不合格。翌年7月、同局のDJオーディションに合格し、同年10月より『LNEM 〜エルネム〜』を担当。
2025年6月11日、『EVENING TAP』にてマッチングアプリで知り合った男性との結婚を報告。

## 人物・エピソード
- 関西大学在学中は放送研究会（KBC）に所属していた[6]。同団体出身のFM802DJは、樋口大喜に続き2人目である[8]。
- DJオーディション初挑戦時、最終審査で「華がない」との理由で不合格になったが、翌年のオーディションでは、100均で売っている花冠を被って面接に望み、無事合格した[4]。
- 絢香のファンクラブに入っていた[9]。

## 出演

### 現在
FM802
- EVENING TAP（2023年4月 - ）
- on-air with TACTY IN THE MORNING -『サラヤ CHEERS FOR YOUR LIFE』のコーナーに豊田穂乃花と隔週交代で出演
- FM802 Headline News & Weather Information（月曜午後、2024年7月 - ）

### 過去
FM802
- LNEM 〜エルネム〜（日曜未明〈土曜深夜、2016年10月 - 2017年9月〉→火・水曜未明〈月・火曜深夜、2017年9月 - 2019年3月〉）
- WEEKEND PLUS（2019年4月 - 2023年3月）
- 802 Easy Luck（2020年8月 - 2023年3月）